# 圣韦朗 (索恩-卢瓦尔省)
圣韦朗（法語：Saint-Vérand，法語發音：[sɛ̃ veʁɑ̃]）是法国索恩-卢瓦尔省的一个市镇，属于马孔区。

## 地理
圣韦朗（46°15'16"N, 4°44'8"E）面积2.45 平方千米，位于法国勃艮第-弗朗什-孔泰大區索恩-卢瓦尔省，该省份为法国中部省份，北起顺时针与科多尔省、汝拉省、安省、罗讷省、卢瓦尔省、阿列省和涅夫勒省接壤。
与圣韦朗接壤的市镇（或旧市镇、城区）包括：莱讷、沙讷、圣阿穆尔贝勒维。
圣韦朗的时区为UTC+01:00、UTC+02:00（夏令时）。

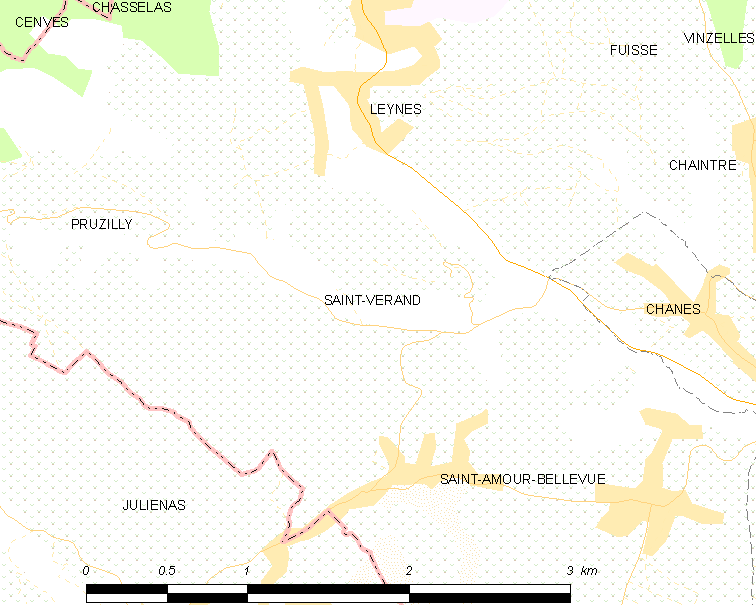
圣韦朗的OSM定位图

## 行政
圣韦朗的邮政编码为71570，INSEE市镇编码为71487。

## 政治
圣韦朗所属的省级选区为拉沙佩勒德甘谢县。

## 人口

1962-2008年间圣韦朗人口变化图示

圣韦朗于2022年1月1日时的人口数量为156人。